# Стрибки на батуті на Олімпійських іграх
Змагання зі стрибків на батуті на літніх Олімпійських іграх вперше з'явилися на Олімпійських іграх 2000 в Сіднеї та відтоді включалися в програму кожних наступних Ігор. У цьому виді спорту розігруються 2 комплекти нагород.

## Медалі
| Загальна кількість медалей |                  |        |        |        |        |
| Місце                      | Країна           | Золото | Срібло | Бронза | Всього |
| 1                          | Росія (RUS)      | 2      | 1      | 0      | 3      |
| 2                          | Китай (CHN)      | 2      | 0      | 2      | 4      |
| 3                          | Україна (UKR)    | 1      | 1      | 0      | 2      |
| 4                          | Німеччина (GER)  | 1      | 0      | 1      | 2      |
| 5                          | Канада (CAN)     | 0      | 3      | 2      | 5      |
| 6                          | Австралія (AUS)  | 0      | 1      | 0      | 1      |
| 7                          | Узбекистан (UZB) | 0      | 0      | 1      | 1      |